# Sovjetski (Komi)
Sovjetski (Russisch: Советский; Komi: Сӧветскӧй) is een nederzetting met stedelijk karakter in de gorodskoj okroeg van de Russische stad Vorkoeta, in de autonome republiek Komi. De plaats ligt aan de rivier de Joen-Jaga (zijrivier van de Vorkoeta) op ongeveer 13 kilometer ten oosten van Vorkoeta, waarmee het door een weg en een spoorlijntje is verbonden.
Sovjetski werd in 1953 gebouwd als een mijnwerkersplaats in het Steenkoolbekken van Petsjora. In 1964 kreeg ze haar huidige naam. De dichtstbijzijnde mijn is Joen-Jacha, die op dit moment gesloten is. Momenteel wordt steenkool met dagbouw gewonnen. De plaats verloor tussen de laatste twee volkstellingen meer dan de helft van haar bevolking; in 1989 telde ze nog 5.695 inwoners; in 2002 was dit teruggelopen tot 2.540.